# Estación Marcos Paz (Belgrano)
Marcos Paz - Braian Toledo es una estación ferroviaria ubicada en la localidad homónima, Provincia de Buenos Aires, Argentina.

## Ubicación
Está emplazada en la calle Viena, entre Hipólito Yrigoyen y Leandro N Alem, en la ciudad de Marcos Paz, a pocas cuadras de su homónima del Ferrocarril Sarmiento, estando entre ellas la Ruta Provincial 40 (Buenos Aires).

## Servicios
Es la cabecera intermedia del servicio entre González Catán y Lozano. La empresa Trenes Argentinos ofrece ocho servicios diarios de ida y vuelta entre las estaciones Marcos Paz y González Catán, de los cuales seis de ellos terminan aquí. Desde aquí los pasajeros deben hacer trasbordo para dirigirse hacia la Ciudad de Buenos Aires. 

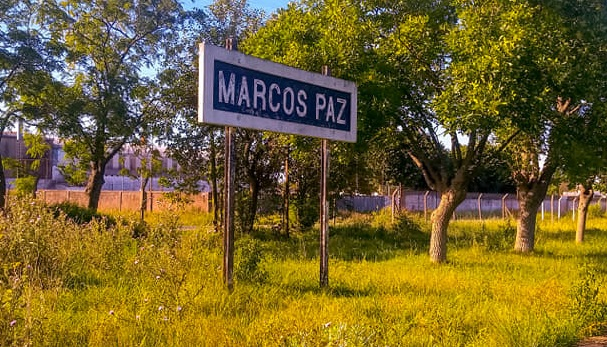
Cartel nomenclador estación Marcos Paz (Belgrano Sur)

## Historia
A mediados de 1906 comenzaron las obras de construcción de la línea de la CGBA -a cargo de los ingenieros Brousse, Cilley, Giagnoni, Girodias, Hesbert y Krause- en Buenos Aires y Rosario y en enero de 1908 se autorizó en forma provisoria la circulación de trenes de pasajeros y cargas en la línea de Estación Buenos Aires a Rosario, con lo cual también esta estación quedó inaugurada.
El 13 de marzo de 1993 se suprimió el último servicio de pasajeros regular que llegaba a esta estación, y a partir de esa fecha sólo hubo servicios especiales y esporádicos, como un coche motor de la empresa Metropolitano que circuló en 1999 deteniéndose en esta estación. Luego de esa fecha se sucedieron una serie de robos y vandalismos cerca de Veinte de Junio que aislaron esta y otras estaciones impidiendo el acceso de material rodante, lo cual llevó a que la traza desde este punto hasta la estación Pergamino quedara abandonada hasta 2003, cuando surgió la Asociación Amigos del Belgrano (luego bifurcada con la Asociación Ferroviaria Belgrano Sur) y tomó la custodia de la misma realizando tareas de mantenimiento en forma voluntaria.
En 2014 se había anunciado la restitución de la traza hasta Marcos Paz. A mediados de 2018 comenzaron las obras de rehabilitación y mejoramiento del tramo entre González Catán y 20 de Junio, consistentes en la reposición de vías y reconstrucción de terraplenes, en una tarea llevada a cabo por los trabajadores ferroviarios, con apoyo de la Unión Ferroviaria, la gerencia de la Línea Belgrano Sur y Trenes Argentinos.
Aunque la empresa estatal Trenes Argentinos desmintió que el tren volvería a Marcos Paz en 2019, se realizaron obras para que el ferrocarril vuelva a 20 de Junio. El tramo hasta esta estación fue reactivado el 2 de diciembre de 2019, volviendo así a conectar el Ramal G del Belgrano Sur.
Como segunda etapa, durante el 2020 se comenzaron paulatinamente las obras de readecuación, limpieza y mantenimiento de la vías, para restablecer el servicio hasta esta estación después de 27 años sin servicio. Estos trabajos incluyeron la recuperación de la vía de desvío que había sido ocupada por un club de rugby. En febrero de 2021 una formación de pruebas llegó hasta esta estación.
Entre marzo y hasta fines de julio de 2021, se siguieron haciendo viajes de pruebas mientras las formaciones de vía y obras circulaban diariamente hasta esta estación. Finalmente, el jueves 29 de julio llegó el primer servicio de pasajeros a Marcos Paz.